# Hidrofilnost
Hidrofil (od grč. hydros - voda i φιλια (philia) - ljubav) je molekul ili molekulski entitet koga privlači voda i koji ima težnju da se rastvara u vodi, nasuprot hidrofoba, koji se odvajaju od vode. Hidrofilni molekul ili deo molekula ima tendenciju da interaguje sa polarnim supstancama i da bude u njima rastvoren. Hidrofilne supstance privlače vodu iz vazduha. Među hidrofilnim supstancama su brojne soli, kao i šećer. Hidrofilnost je termodinamički povoljna. Ona čini molekule rastvorljivim ne samo u vodi, nego i drugim polarnim rastvaračima. Hidrofilni molekul ili deo molekula je tipično polaran i ima sposobnost formiranja vodoničnih veza, što mu omogućava da se lakše rastvara u vodi nego u ulju ili drugim hidrofobnim rastvaračima. Hidrofilni i hidrofobni molekuli su takođe poznati kao polarni i nepolarni molekuli. Neke hidrofilne supstance se ne rastvaraju. Ta vrsta smeša se naziva koloidima. Sapun, koji je amfipatičan, ima hidrofilnu glavu i hidrofobni rep, što mu omogućava da bude rastvoran u vodi i uljima.